# Balaschicha-Arena
Die Balaschicha-Arena (russisch Балашиха-Арена) ist eine Mehrzweckhalle in Balaschicha, Russland. Die Eissporthalle war von 2018 bis 2022 Austragungsort der Heimspiele des HK Awangard Omsk aus der Kontinentalen Hockey-Liga. Seit 2018 spielt zudem der HK Witjas in der Arena.

## Beschreibung
Die Balaschicha-Arena, welche am 9. September 2007 eröffnet wurde, wird hauptsächlich für Eishockeyspiele und Konzerte genutzt. Der HK MWD Balaschicha aus der Kontinentalen Hockey-Liga trug seit der Eröffnung der Arena seine Heimspiele in der Halle aus. Vor seiner Umsiedlung nach Balaschicha spielte der Verein noch im Eispalast Witjas in Podolsk. 2010 fusionierte der HK MWD Balaschicha mit dem HK Dynamo Moskau. Seit 2011 tragen der HK Dynamo Balaschicha aus der Wysschaja Hockey-Liga sowie der HK MWD aus der Molodjoschnaja Hockey-Liga ihre Heimspiele in der Arena aus. 
Neben dem Eishockeyspielbetrieb finden in der Arena auch Konzerte statt. Zudem ist sie regelmäßig für das öffentliche Schlittschuhlaufen geöffnet.

## = Einzelnachweise
1. ↑  Saison 2018/19 auf www.eliteprospects.com, abgerufen am 9. Juni 2025.